# Catharus aurantiirostris
Catharus aurantiirostris là một loài chim trong họ Turdidae.